# ويليام إسبانيا
ويليام إسبانيا هو لاعب كرة قدم إكوادوري في مركزي ظهير ‏ والدفاع، ولد في 1 فبراير 1987 في غواياكيل في الإكوادور. لعب مع نادي إيميلك.